# Consejo Administrativo Supremo del Noreste
El Consejo Administrativo Supremo del Noreste (東北最高行政委員會), o el Comité Administrativo del Noreste (東北行政委員會), fue un gobierno títere establecido por el Imperio del Japón en Manchuria luego del Incidente de Mukden y el predecesor del Estado de Manchuria (más tarde rebautizado como Manchukuo).

## Historia
El 16 de febrero de 1932, el Ejército Imperial organizó la "Conferencia de Fundación" o la "Conferencia de los Cuatro Grandes" con el gobernador de Liaoning Zang Shiyi, el comandante del Ejército Provincial de Kirin, Xi Qia, el gobernador de Heilongjiang, Zhang Jinghui, y el general Ma Zhanshan para establecer el Comité Administrativo del Noreste. En su segunda reunión, el comité nombró a los cuatro anteriores y a Tang Yulin, Ling Sheng y Qimote Semupilei como presidentes. El día 18, el Consejo emitió un comunicado anunciando que "las provincias del Nordeste son completamente independientes", y que esos territorios estaban todos en manos del Consejo.
El 25 de febrero, el Consejo decidió que el nombre del nuevo país (Manchukuo), la bandera nacional, el nombre de la era y más. Manchuko se estableció formalmente el 1 de marzo en Hsinking y el Consejo fue abolido.